# Asthenotricha amblycoma
Asthenotricha amblycoma är en fjärilsart som beskrevs av Louis Beethoven Prout 1935. Asthenotricha amblycoma ingår i släktet Asthenotricha och familjen mätare. Inga underarter finns listade i Catalogue of Life.